# Oxypetalinae
Oxypetalinae là danh pháp khoa học của một phân tông thực vật có hoa trong tông Asclepiadeae thuộc phân họ Asclepiadoideae của họ Apocynaceae.

## Phân loại
Phân tông này gồm 7 chi như sau:
- Araujia (gồm cả Morrenia).[3]
- Funastrum
- Oxypetalum (gồm cả Rhyssostelma, Schistogyne, Widgrenia).[3][4]
- Philibertia
- Tweedia
- Kerbera: Đặt ở đây không chắc chắn.[3]
- Schistonema: Đặt ở đây không chắc chắn.[3]